# Resa dell'Estonia e della Livonia
La resa dell'Estonia e della Livonia del 1710 avvenne quando i domini svedesi dell'Estonia e della Livonia confluirono nell'Impero russo in seguito alla loro conquista durante la grande guerra del nord. La nobiltà livoniana e la città di Riga capitolarono il 4 luglio (V.S. o secondo il calendario giuliano)/15 luglio 1710 (N.S. o secondo il calendario gregoriano), Pernau (Pärnu) nel mese di agosto e la nobiltà estone e la città di Reval (Tallinn) il 29 settembre (V.S.)/10 ottobre (N.S.). La Russia lasciò in vigore le istituzioni locali e confermò i tradizionali privilegi dei nobili tedeschi e dei borghesi (burgher) così come stabiliti dal Privilegium Sigismundi Augusti del 1561, specialmente con riferimento alla fede protestante. La riforma agraria della cosiddetta riduzione, introdotta dal re svedese Carlo XI e responsabile della trasformazione di molti servi in sudditi della corona di Stoccolma, fu di fatto abrogata.
L'impero svedese accettò formalmente le capitolazioni nel trattato di Nystad nel 1721, con il quale si pose fine alla lunga grande guerra del nord. Il trasferimento delle province baltiche segnò il declino dell'egemonia svedese e l'ascesa di quella russa come superpotenza dell'Europa orientale. Le province baltiche preservarono il loro status speciale fino alla fine del XIX secolo.

## Contesto storico
Con il pretesto della grande guerra del nord, Augusto il Forte di Sassonia e della Polonia-Lituania, intrattenendo dei dialoghi con Pietro il Grande di Russia, aveva accettato di sottomettere e spartirsi i domini baltici della Svezia nel trattato di Preobraženskoe nel 1699. Durante il conflitto, Carlo XII di Svezia riuscì a sconfiggere l'esercito russo nella battaglia di Narva del 1700, respingendo Augusto il Forte e costringendolo a ripiegare in Sassonia. Una volta allontanatosi il grosso dell'esercito svedese, le forze russe furono capaci di riorganizzarsi e conquistare la maggior parte delle province baltiche, nel frattempo colpite dalla peste fino al 1710. Le ultime roccaforti svedesi a vedere risultarono Riga, Reval e Pernau. In una situazione già aggravata dal dilagare delle epidemie, il nucleo principale dell'esercito svedese fu costretto ad arrendersi a Perevoločna dopo la campagna di Poltava. A tale evento, che accrebbe in modo notevole la reputazione della Russia livello internazionale, Pietro il Grande aveva ordinato di persona di scagliare i primi colpi di cannone durante l'assedio di Riga nel novembre del 1709.

## Termini
Quando l'Estonia e la Livonia decisero di arrendersi, la Russia confermò ampiamente le leggi e i privilegi locali già esistenti, in particolare la libertà di culto, l'autonomia amministrativa, economica, sociale e culturale. Alcune delle disposizioni legislative e dei privilegi risalivano addirittura ai tempi della Confederazione livoniana nell'odierna Lettonia e, in Estonia, alla parentesi danese. La riduzione di tali privilegi da parte della politica assolutista impero svedese spinse i nobili livoniani a dubitare dell'opportunità di fornire il proprio sostegno alla causa del loro sovrano. Johann Patkul, uno degli aristocratici locali, si fece portavoce dei desideri delle alte sfere e si prodigò affinché proseguisse la guerra contro la Svezia, scoppiata a giudizio del nobile a causa della nazione scandinava. In cambio, Patkul riuscì a ottenere dallo zar la conferma che, in caso di vittoria di Pietro il Grande, il suo ceto di appartenenza avrebbe assistito alla restituzione di ogni facoltà venuta meno durante la parentesi svedese, malgrado l'élite baltica aveva nella maggior parte dei casi resistito strenuamente agli invasori russi nel corso del conflitto. Le capitolazioni furono concluse esclusivamente dai borghesi e dal ceto nobile tedesco baltico, non facendosi alcuna menzione alla popolazione di lingua estone e lettone.
La conferma della legge e dell'amministrazione locale comportò la sopravvivenza di svariate norme e decreti svedesi sotto il dominio russo. Si pensi a un elenco incompleto costituito da 122 disposizioni di epoca svedese ancora in vigore pubblicato a Reval nel 1777, oppure al superamento del precedente ordine ecclesiastico svedese avvenuta solo nel 1832.
La resa della Livonia si poneva in contrasto con le promesse effettuate ad Augusto il Forte nel trattato di Preobraženskoe del 1699 e poi ribadite il 9-10 ottobre (V.S.)/20-21 ottobre 1709 (N.S.) nel trattato di Thorn. Nel dettaglio, in questi documenti gli alleati si erano spartiti i domini svedesi tra di loro e si statuì che ad Augusto sarebbe spettata la Livonia. Ignorando i timori mossi da Gerhard von Löwenwolde sul mancato rispetto di queste intese, Boris Šeremetev fece giurare ai livoniani fedeltà a Pietro il Grande quanto prima possibile. Löwenwolde, precedentemente al servizio di Augusto il Forte, fu nominato nel ruolo di plenipotenziario in veste di Pietro in Livonia e preservò tale carica fino al 1713.

## Conseguenze
Prima che le ostilità tra Svezia e Russia si concludessero con il trattato di Nystad del 1721, il governo scandinavo non considerò come legittima la resa delle terre che possedeva nel Baltico. Le spie scandinave continuarono a rimanere attive nella regione e chiesero le motivazioni del trasferimento in Svezia a coloro che preferirono lasciare la Livonia e l'Estonia. Nel 1711 e nel 1712, le unità navali svedesi sbarcarono in diverse occasioni sulla costa estone dando alle fiamme villaggi costieri e proprietà feudali. Nello stesso periodo si decise di pianificare ulteriori incursioni di questo genere, incluso un assalto navale a Ösel (Saaremaa) nel 1711 e un successivo approdo con tutte le truppe svedesi di stanza in Finlandia, ma tali progetti bellici non trovarono applicazioni concrete. L'ultimo piano volto a rioccupare militarmente le province baltiche fu congegnato nel 1720, ma anch'esso non si tramutò in realtà. Il governo svedese mantenne inoltre un apparato burocratico attivo in esilio nei domini baltici, assegnando posizioni amministrative vacanti fino al 1720. Le autorità russe, sotto il comando supremo di Boris Šeremetev, reagirono vietando i contatti della popolazione locale con la Svezia.
Il 30 agosto 1721, il trattato di Nystad formalizzò l'acquisizione da parte della Russia delle province baltiche e le rispettive capitolazioni sancite negli articoli IX, X, XI e XII delle intese stipulate con le nobiltà locali. La Svezia dovette rinunciare «per sempre» alle sue pretese e cancellare le province dal titolo reale. Pietro il Grande a sua volta cambiò il suo titolo da zar sostituendolo con quello di imperatore, e lo emendò con kniaz Estlandskyi, Livlandskyi i Korelskyi, cioè duca d'Estonia, Livonia e Carelia. Tuttavia, la riconquista dei suoi antichi domini baltici rimase un obiettivo bellico svedese per tutto il secolo successivo alla grande guerra del nord, poiché questi territori erano di grande importanza strategica e la Livonia fungeva da principale granaio per gli scandinavi. Nonostante i piani, nessuno dei rispettivi tentativi eseguiti durante le guerre russo-svedesi del 1741-1743, 1788-1790 e la 1808-1809 terminarono con un successo. Come annota Loit: 
L'acquisizione dell'Estonia e della Livonia introdusse una nuova classe di tedeschi del Baltico alle corti russe, che nei secoli successivi avrebbero occupato posizioni importanti nell'impero russo. Nel 1795, in concomitanza con la terza spartizione della Polonia, la Russia completò la sua espansione baltica con l'acquisizione della Curlandia mediante un processo simile a quello messo in atto per assoggettare l'Estonia e la Livonia. Le province baltiche mantennero il loro status speciale all'interno dei territori dello zar fino a quando Nicola I iniziò ad attuare le politiche di russificazione negli anni '40 dell'Ottocento. Tra 1883 e 1905, sotto Alessandro III, le politiche nazionaliste portarono a dei cambiamenti di un certo peso nell'amministrazione e nell'istruzione, prima che la rivoluzione russa del 1905 alleggerisse la situazione. Mentre dopo la conquista delle province baltiche Pietro il Grande aveva garantito che la lingua tedesca avrebbe mantenuto il suo status di lingua ufficiale, Caterina II introdusse il russo come secondo idioma ufficiale e, negli anni '80 dell'Ottocento, il russo fu introdotto come seconda lingua franca.

### Esplicative
1. ↑  Resa di Reval, estratto del primo paragrafo: 

(tedesco)
«[...] dasz von Ihro Grosz Czarischen Maytt. vor sich und ihren hohen Successoren ihnen allen von denen Königen in Dänemarck, denen Hoch Meistern, Herren Meistern, Königen in Schweden von Zeiten zu Zeiten der Stadt und ihren Einwohnern gegebene privilegia, pacta, Immunitäten, Freyheiten alle wohl hergebrachte christlöbl. Gewohnheiten, Königl. Resolutiones in genere und in specie sowohl in spiritualibus als temporalibus werden confirmiret, und zu allen Zeiten nach dem Wortverstande ohne einige andere Deutung fest gehalten werden.»

(italiano)
«Che siano confermati i privilegi, i patti, le immunità, le libertà conferite a tutti i sudditi dai Re di Danimarca, dagli Alti Maestri, dai Signori Maestri, dai Re di Svezia di volta in volta alla città e ai suoi abitanti, da Sua Maestà il Grande Zar di Russia, e che in ogni momento restino ancorati al significato letterale delle parole senza alcuna altra interpretazione.»
(Luts (2006), p. 162.)
2. ↑  Resa dei nobili di Livonia, estratto del decimo comma: 

(tedesco)
«In allen gerichten wird nach Liefländischen Privilegien wohl eingeführten Gewohnheiten, auch nach dem bekannten alten Lief-Ländischen Ritterrechte, und, wo diese deficieren möchten, nach gemeinen Teutschen Rechten, dem landesüblichen Processform gemäss [...] decidiert»

(italiano)
«In tutti i tribunali, le decisioni saranno adottate ai sensi delle consuetudini consolidatesi in Livonia seguendo i saldi princìpi della legge cavalleresca della Confederazione [livoniana], e, dove questi si rivelino carenti, si adotti il diritto comune tedesco rapportandolo al contesto della regione [...]»
(Luts (2006), p. 160.)
3. ↑  Resa dei nobili estoni, estratto del secondo comma: 

(tedesco)
«Alle Privilegia, Donationes, Statuten, Immunitäten, Alte wohlhergebrachte Landes Gewohnheiten von deren Glorwürdigsten Königen in Dennemark, item denen Hoch- vnd Herr Meistern dem Lande und Adel gegebene und von Zeiten zu Zeiten confirmirte Praerogativen, wie Selbe in Ihrem tenore von Wort zu Wort lauten, zu confirmiren und zuerhalten.»

(italiano)
«Si confermino e si mantengano tutti i privilegi, le donazioni, gli statuti, le immunità e le consuetudini ben consolidate assegnate dai Re Gloriosissimi in Danimarca, dalle sentenze degli Alti Giudici e Signori e dalla nobiltà confermate di volta in volta tramite le cosiddette prerogative. Che siano inoltre interpretate in senso letterale.»
(Luts (2006), p. 161.)

### Bibliografiche
1. ↑  Luts (2006), p. 159.
2. 1 2 3  Frost (2014), p. 294.
3. 1 2  Luts (2006), p. 160.
4. 1 2 3 4 5  Buškovitč (2001), p. 294.
5. ↑  Luts (2006), p. 161.
6. ↑  Hatlie (2005), pp. 115-116.
7. 1 2  Loit (2005), p. 72.
8. 1 2  Loit (2005), p. 69.
9. 1 2 3  Hatlie (2005), p. 116.
10. ↑  Frost (2014), p. 228.
11. 1 2 3 4  Loit (2005), p. 70.
12. ↑  Dauchert (2006), p. 56.
13. 1 2  Buškovitč (2001), p. 217.
14. 1 2  Kappeler (2020), p. 70.
15. ↑  Dauchert (2006), p. 54.
16. ↑  Dauchert (2006), p. 55.
17. 1 2 3  Loit (2005), p. 76.
18. ↑  Loit (2005), pp. 76-77.
19. ↑  Buškovitč (2001), p. 295.
20. 1 2  Loit (2005), pp. 70-71.
21. 1 2  Loit (2005), p. 71.
22. 1 2  Luts (2006), p. 162.
23. 1 2  Loit (2005), pp. 70, 77 ss.
24. ↑  Buškovitč (2001), pp. 294-295.
25. ↑  Koch (2011), pp. 57-59.